# Mallorquín

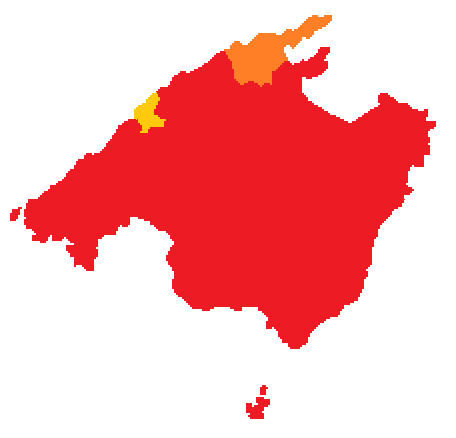
Variantes principales del mallorquín.
Variedad mayoritaria
Mallorquín pollencino
Mallorquín sollerico

El mallorquín (en mallorquín: mallorquí) es la variedad del catalán que se habla en Mallorca. Es similar a las variantes que se hablan en las otras islas del archipiélago balear: el ibicenco (eivissenc) en Ibiza y Formentera; y el menorquín (menorquí) en Menorca, si bien estas variantes no están recogidas oficialmente en el Estatuto de Autonomía de las Islas Baleares y pasan a ser variantes no oficiales.

## Historia
Hay indicios de que antes de la conquista se hablaba en la isla, además de árabe, un romance local o mozárabe sin relación con el catalán, del que pervivirían algunos topónimos como Muro y Campos.
La lengua catalana se introdujo en Mallorca por los repobladores, tras ser conquistada para la Corona de Aragón en 1229. Los repobladores procedían de diversos lugares y llegaron en diferentes proporciones. Según el Llibre del Repartiment, las tierras conquistadas se repartieron entre gente proveniente de Cataluña (39,71 %), de Occitania (24,26 %), de Italia (16,19 %), de Aragón (7,35 %), de Navarra (5,88 %), de Francia (4,42 %), de Castilla (1,47 %) y de Flandes (0,73 %). En 1230 se dictaron las Franquezas de Mallorca, privilegios que atrajeron a más repobladores para cultivar el campo. La nueva población de Mallorca provenía mayoritariamente de Cataluña, más específicamente del Rosellón y del Ampurdán, por lo cual se conservan características dialectales emparentadas con variantes de dichas zonas, como el uso del article salat.  Quizá por este origen, la lengua propia de Mallorca es un dialecto oriental del catalán. Respecto de la denominación de mallorquín, en el siglo XV, en torno a 1450, el humanista Ferran Valentí (1415-1476) usó ya el nombre de lengua mallorquina en el prólogo de su traducción de las Paradoxa de Cicerón. 
La posición estratégica del archipiélago balear ayudó a que se convirtiera en puente para la expansión de la Corona de Aragón y en un centro de comercio marítimo. Así, tanto el mallorquín como otros dialectos baleares cuentan con numerosos préstamos léxicos tomados de otros idiomas, como el francés, el italiano, el provenzal y el griego. En el siglo XVIII el dominio británico sobre Menorca introdujo algunas palabras de origen inglés, como: “xoc” (de “chalk”, “tiza”), “escrú” (“screw”, “tornillo”), etc.

## Características más destacadas del mallorquín
- Las palabras en cursiva representan palabras o expresiones en mallorquín.
- Las que estando en cursiva están dentro de un paréntesis representan palabras o expresiones en catalán estándar.
- Para facilitar la compresión, evitando así la utilización de la totalidad de la simbología fonética internacional, cuando un término o expresión aparece "entrecomillado", se está indicando su fonética o, al menos, una parte de ella: la parte de la que se pretende informar.

fonética
- Existencia de vocal neutra tónica: "Magdaləna" (Magdalena), "vərd" (verde), "prəbə" (pebre, pimiento), "consəi" (consejo), "decidəsc" (decido)..., sin que existan o se hayan determinado todavía reglas para determinar cuándo en una sílaba tónica deben pronunciarse las vocales abiertas a o e o la ə neutra.
- Contundente tendencia a pronunciar el sonido "ts" sustituyendo otros sonidos en los que aparece, como mínimo, un sonido "s" (en concreto en los dos siguientes casos: sonido consonántico oclusivo + sonido s y sonido s + sonido s); lo cual puede suceder tanto dentro de una misma palabra como al final de una y al principio de la siguiente. Ejemplos: "Pitsina" (piscina), "Tatsi" (taxi), En es seu... se pronuncia "ən ət seu..." (al seu..., a su...), En es cine... se pronuncia "ən ət síne" (al cinema, al/en el cine), "ətsolutəmént" es la pronunciación de absolutament (absolutamente), "ətsáctə", la de exacte (exacto)...
- Diferenciación clara entre la l·l, y la l.
- Toda unión de r + l (dentro de una palabra o al final de una y al principio de la siguiente) se pronuncia l·l en algunas localidades. Así: parlar es "pal·là", Esporles es "Espol·les", cercar-lo es "cercal·ló"...
- Inexistencia de muchos pronoms febles (pronombres reflexivos y pronombres de complemento, directo e indirecto), pues en mallorquín suelen ser pronombres fuertes o tónicos: Ej: Decidir-ló (decidir-lo, decidirlo), cercar-là (buscar-la, buscarla), prendre-lí (prendre-li, tomarle, cogerle)... (Las erres finales del verbo y sucedidas por eles, suelen pronunciarse como l·l, así: "cercal·là" (buscarla) "decidil·ló", decidirlo...)
- Mayor intensidad general al pronunciar las vocales abiertas a, e y o (similares a determinados acentos andaluces). Y aunque no se reconozca, se pronuncian abiertas muchas vocales a, e y o teóricamente cerradas según las descripciones utilizadas por las reglas de la acentuación del catalán estándar, p.ej. "tambè" (també, también), de modo que vocales teóricamente pronunciadas como en castellano (cerradas), pero que en mallorquín siguen siendo vocales abiertas (como algunos acentos andaluces) en algunas localidades.
- Salvo en determinadas localidades (Sóller...) la o átona se pronuncia como o, y no como u: "complə´sc" (en lugar del catalán "cumpléxu" ; en castellano, cumplo), "guápo" (en lugar de la catalana "guápu", bonito, guapo), "dolént" (en lugar de "dulén", dolent, malo)...
- No pronunciación nunca de la -r final en las palabras agudas ni en las palabras monosílabas: "cò" (cor, corazón), "pò" (por, miedo), "dinà" (dinar, almorzar)...
- Sustitución de determinadas lles por ies débiles: "fiia" para filla (hija), "fui" y no full (hoja de libro) "Guiiem" para Guillem (Guillermo), "camaiot" y no camallot (embutido típico de la isla).
- Arcaicismos fonéticos o léxicos: homo (home, hombre), adverbio bono (bé "buenu", bueno)...
- Excepcionalmente, la vocal u puede llegar a pronunciarse v. Ej: diven (diuen, dicen)...
- Alguna vocal neutra tónica puede pronunciarse ò, en lugar de ə, sin tener ya nada que ver con la vocal abierta è del catalán estándar. Así, la catalana veure (ver) en mallorquín se pronuncia en algunas localidades "voure". Así, si p.ej. en catalán se dice y escribe vèuen (en castellano: ven), por esta regla y la anterior, en mallorquín se dice (pero no se escribe) "voven", . Así se explican frases como: "Mə vòvən" (Em veuen, me ven).
- En algunas localidades la l sucedida de consonante, se pronuncia u o entre u y l. Así, Selva puede pronunciarse prácticamente "Seuva".
- Existencia de pronunciaciones débiles. Al igual que en inglés, determinados términos pueden presentar dos pronunciaciones, una fuerte y otra débil. Ejemplos:
  - Vaig (1.- Voy y 2.- Partícula auxiliar de pasado para la 1.ª pers. sing. del presente de indicativo: en inglés did). No siempre es "vatx", como en catalán, pues suele pronunciarse "vai". Así: Vaig jugar (Jugué) se pronuncia "Vai jugà"...
  - Que (que) puede pronunciarse "que" y "qui". Así: Què penses? (¿Qué piensas?) debe pronunciarse "què", pero en L'any que ve (El año que viene)... la forma mayoritaria que se usa es el relativo antiguo "qui": L'any que ve.
  - Hiha (hay) puede pronunciarse "hə ha", sin apenas incidir en el primer término.
- Otras diferencias con respecto al catalán: noltros (nosaltres, nosotros), voltros (vosaltres, vosotros), domés (només, solo, nada más), dobbés es la pronunciación de doblers (diners o calés en catalán estándar; en castellano: dinero), cotxo (cotxe, coche, vehículo), "conseguir" (aconseguir, conseguir), prəbə (pebre, pimiento), culpa (culpa) se pronuncia cupa...

morfología
- Eliminación de la a de las desinencias esdrújulas -ia: Histori (historia), presenci (presencia), gracis (gracias)... como en el habla popular tradicional en el continente.
- Desinencia -dat, en lugar de -tat: Universidat, crueldat... (aunque hay casos con -dat en estándar : bondat, maldat...)
- Las sílabas átonas catalanas gua y qua son en mallorquín go y co respectivament, como en el habla popular tradicional en el continente. Así: aigo (aigua, agua), llengo (llengua, lengua), gordar (guardar, guardar), coranta (quaranta, cuarenta), corema (quaresma, cuaresma)...
- Utilización generalizada de las formas plenas de los pronombres reflexivos (me, te, se...), como en castellano, en lugar de las formas reforzadas del catalán estándar central (em, et, es...). Así: Me veig molt bé (Em veig molt bé, me veo muy bien), I tú què te penses? (I tú què et penses?, ¿Qué te crees tú?)...

morfología verbal
- No terminación en o o ede los verbos en primera persona del singular del presente del indicativo: Jo pens (penso, pienso), deman (demano, pido, demando), caic, dorm (dormo, duermo)...
- Determinadas formas verbales propias: Se dice sóm (sóc, soy), deim pronunciado "d`əim", con neutra (diem, decimos), igualmente deis pronunciado "d`əis" (dieu, decís) y también veim pronunciado "v`əim" (veiem, vemos), veis pronunciado "v`əis" (veieu, veis)...
- Terminación de determinados verbos en la 1.ª pers. singular del presente de indicativo en -esc, en subjuntivo -esqui...: Decidesc (decideixo, decido), paresc (semblo, parezco), servesc (serveixo, sirvo), complesc (compleixo, cumplo)...
- Gerundios que finalizan en -guent como en el habla popular del continente : moguent (movent, moviendo), venguent (venint, viniendo)...
- Participios feminizados: si aluden a sustantivos de género femenino, como en el valenciano y en el habla popular tradicional del continente. L'he comprada (l'he comprat, la he comprado, p.ej. una casa), L'he ficada (L'he ficat, la he metido, p.ej. una moneda en el monedero)...
- Determinadas desinencias verbales conservan, como en castellano cuando es equiparable, la a en lugar de la e catalana: Cantam (cantem, cantamos), Jugam (juguem, jugamos), cantàssim (cantèssim, cantáramos o cantásemos), donàs (donès, diera o diese o donara o donase), miràs (mirès, mirara o mirase)...

sintaxis
- El orden de los pronombres es el inverso al catalán y al castellano. En mallorquín es: 1.º objeto directo, 2.º objeto indirecto. Así: La me jugà (Em la jugà, me la jugó), el te don (te'l dono, te lo doy), la te deix (te la deixo, te la dejo). (Además, a diferencia del catalán, las es en estos pronombres se pronuncian "`ə", esto es, neutras, a pesar de ser sílabas tónicas. Nótese que también es neutra la e que aparece en deix, de modo que se pronuncia "dəsh" y no como en catalán "déshu", deixo, dejo).
- Utilización (al igual que en alemán, aber, o que en el inglés, though) muy frecuentemente de la conjunción però (pero) al final de la frase. Ej: Ja la me donà, però! (¡Pero (si) ya me la dio!). (En el castellano de Mallorca se usa igual, pero).
- Utilización del pronombre jo, en lugar de mi como en septentrional. Así: A jo no m'agrada (a mi no m'agrada, a mi no me agrada/gusta), M'ho han dit a jo (M'ho han dit a mi, me lo han dicho a mí).

léxico
- (Muy importante). Como puede suceder en alemán (y a diferencia del castellano o del catalán, que en este y otros extremos entorpecen sobremanera el buen análisis y, en consecuencia, el conocimiento del mallorquín) la preposición en puede indicar movimiento o dirección, utilizándose en lugar de la preposición a, especialmente para evitar la cacofonía que supone pronunciar dos veces las vocal neutra (ə + ə). Ejemplos:
  - En es cine, pronunciado "ən ə tsíne" (in das Kino (ins Kino) en alemán, al cinema o en el cinema en catalán, en castellano puede también significar al cine o en el cine),
  - En aquest (a aquest o en aquest en catalán, puede significar en castellano a este o en este, en p.ej. Se lo di a este; o bien en En este momento...).
  - En es meu conco / oncle (en catalán estándar: al meu oncle, en castellano: a mi tío)...
  - En es ciutadans, pronunciado "ən ə tsiutadáns" (als ciutadans en catalán; en castellano: a los ciudadanos).
  - En este sentido, buen ejemplo del desconocimiento del mallorquín entre sus propios hablantes se refleja cuando estos intentan escribirlo. Así, por influencia del castellano y del catalán, en vez de escribir esta preposición indicando movimiento o dirección:
    - En se suele escribir A + n, sin que se sepa a qué responde la partícula n pues no significa nada.
    - Así, p.ej. los raros escritos en mallorquín suelen incurrir en dichos errores: A nes cine, A nes ciutadans...

- Utilización, de acuerdo con ciertas reglas, de los artículos determinados "salados", provenientes de los pronombres latinos ipse y cuyo uso, de acuerdo con el catalán estándar, debe quedar excluido del lenguaje formal, siendo: so (el), es (el i els; el y los), sa (la), sos (els, los) y ses (les, las), así es padrí o sa padrina (l'avi o l'àvia, el abuelo, la abuela), es ca (el gos, el perro o el can)...; pero también El rei (el rey, y no Es rei), el cel (el cel, el cielo), la mar (el/la mar, el mar)
  - En la utilización de algunos de los citados artículos se producen las siguientes contracciones:

1. S es la contracción de los singulares es (el) y de sa (la), que se produce, salvo excepciones, si van sucedidos de una palabra empezada con vocal. Ejemplos: s'al·lot / s'al·lota (el nen / la nena, el niño / la niña)...
2. Pes (pel, por el) es la contracción de per es (per el, por el). Así: pes camí (pel camí, por el camino)...
3. Des (del) es la contracción de de es (de el).
4. As (al) es la contracción de a es (a el), que no obstante se usa con poca frecuencia pues la preposición catalana o castellana a indicando movimiento, dirección, indicación... no se utiliza en mallorquín, pues como ya se ha dicho, para estos significados se utiliza la preposición en. Por tanto, la preposición a en mallorquín es muy poco frecuente.

- Utilización general del pronombre lo, también calificado como incorrecto en catalán estándar: Lo mateix (el mateix, lo mismo), Lo bo (allò bo, lo bueno), lo més... (al més..., allò més..., el més..., lo más...).
- Vocabulario propio abundante, por motivos varios (sustrato anterior, insularidad...): moix (gat, gato), ca (gos, perro), torcaboques (servilleta), tassó (es got y también tassó, vaso y taza), doblers, pronunciado "dobbés" (diners, dinero), Al·lot (noi, niño, chico), batle (alcalde), devers (alrededor de, aproximadamente), oi (fàstic, asco), talment (així mateix, así mismo), padrí, padrina (avi, àvia, abuelo, abuela), fadrí/na (solter/a o fadrí/na, soltero/a), idò (pues, así que, de modo que) horabaixa (tarda, tarde; así: a s'horabaixa es a la tarda, por la tade), capvespre (muy utilizado: tiempo entre la tarde y la noche, anochecer) en retroceso regalar-se'n (anar bé a un, tant fer-li a algú, dar igual o lo mismo, resbalar, traer floja, así me'n regal, me resbala), elevat, elevada (satisfecho/a y orgulloso/a)...
- Uso natural de muchos castellanismos, pronunciando también la fonética castellana: guapo, barato, después, serio...
- Construcciones y expresiones propias:

-Què noms? o Què te diven (a tu)? (Com et dius?, ¿Cómo te llamas?. Literal y respectivamente sería "¿Qué nombras?" y "¿Qué te dicen (a ti)?").
-Mu mare (Ma mare, Mare!, Mama!,  Mi Madre, ¡Madre mía !, ¡Mamá!), Mum/Mon pare! (Mon pare, Pare!, Papa!, Mi Padre, ¡Papa!, ¡Papá!);
-Ca (casa) va acompañado siempre del pronombre posesivo, si se sabe de quién es la casa. Así, Me'n vaig a ca meva (me voy a casa, y nunca: me'n vaig a casa (meva)), Ho feren a ca seva (lo hicieron en (su) casa, y nunca ho feren a casa (seva))... No obstante, si se nombra a la persona dueña o que vive en la casa, no debe ponerse dicho pronombre posesivo; así: A ca na Cati (A /en casa de (la) Cati), así también y literalmente los famosos Can Pedro (Casa de(l) Pedro) o Can Joan de s'aigo (Casa de(l) Juan del agua), entre un sin fin...